# Veljko Vučetić
Veljko Vučetić (12. lipnja 1930. – 9. veljače 1999.), hrvatski pjesnik i prozaik.

## Životopis
Rodio se je 1930. godine.
Za Vučetića vrijedi pravilo koje se ponovilo za skupinu hrvatskih književnika koji su iz Splita — počevši u njemu književno djelovati, objavivši prve zbirke ili tek gradeći osnove za početke u većem središtu — otišli, iselili (primjer poznatih) Drago Ivanišević, Šime Vučetić, Olinko Delorko, Marin Franičević, Augustin Stipčević, Ante Nizeteo, Jure Kaštelan, Josip Kirigin, Josip Pupačić, Nikola Milićević, Vesna Parun, Mirko Rogošić, Toma Podrug, Danijel Dragojević, Mate Ganza, Zvonimir Mrkonjić, Igor Zidić, Tonko Maroević, Drago Štambuk... Naime, ni njima ni drugovima po peru, prozaicima, dramatičarima, kritičarima Split nije bio ukleto mjesto — znali su mu se često navraćati i osobno i opusom. No, Split ih naprosto nije znao i nije imao čime zadržati ni pružiti više da bi postali ono što su postali — ugledni dio ovostoljetne hrvatske književnosti, jer Split u svom rastu sve rješavao, samo ne svoju duhovnu i humanističku »infrastrukturu«, humanističke studije i humanističke ustanove koji bi im pružili znanje i omogućili trajniju radnu i kreativnu destinaciju.

Pjesme objavio u raznim časopisima: Ognjište, Mogućnosti i dr.
Sudionik hrvatskih pjesničkih susreta Dobrojutro, more u Podstrani 2003. godine.
Zastupljen u zbornicima i antologijama:
- Grad na kamenu, zbornik poezije o Klisu, priredio Petar Vulić
- Hrvatska uskrsna lirika, priredio Božidar Petrač
- Ruža, ruže, ruži --- : ruža u hrvatskome pjesništvu, od početaka do danas, sastavljača Ivana Grljušića
- Svit se konča : antologija hrvatskoga pjesništva od početaka do danas, sastavljača Ivana Grljušića
- Splite moj, poezije o Splitu, u izboru Anatolija Kudrjavceva

Ivan Bošković je na komemoraciji Vučetiću za Vučetića rekao da se "ističe meditacijom prožetošću i mističnom obojenošću svoga opusa", jer je bio "praktični katolički vjernik" i "duboki mistik, sklon meditaciji i kontemplaciji". Ocijenio ga je trajnom, nezaobilaznom i iznimnom pojavu u splitskom životu druge polovice 20. stoljeća, kako temama svog opusa, tako i po činjenici da je uglavnom sam bio urednik, izdavač i prodavač svojih djela i časopisa, a bit će zapamćen i kao bohem u najplemenitijem smislu te riječi. Bošković je napomenuo da književna kritika je za njegova života tu i tamo ponekad se sjetila pohvalno izraziti o Vučetiću, ali tek nakon njegove smrti bit će moguće izreći potpuniju, mjerodavnu ocjenu i odrediti mu mjesto u hrvatskoj književnosti. Josip Botteri Dini opisao je Vučetića kao "umjetnika snažne i duboke vjere s jasnom sakralnom odrednicom u svom djelu".
2017. godine zbirku njegovih tekstova Pjesnik i mistik priredili su Hrvoje Čulić i Biserka Goleš Glasnović.

## Djela
Objavio je knjige:
- Crtice i prikazi, 1962.
- Kamporska zvona, 1962.
- Komorni stavci, 1966.
- Anđeo tame, meditacije, 1968.
- Meditacije, 1970.
- Antička tragedija i film, 1971.
- Kliške elegije, 1973.
- Pohvala jastvu, 1977.
- Misli, 1978.
- Apokalipsa jedne duše, 1980.
- Girlanda, 1982.
- Pupoljak crnih latica, 1987.
- Noćno nebo, 1989.

Urednik Svačića, zbornika Zajednice samostalnih pisaca Tin.